# القيود الدينية على استهلاك لحم الخنزير
القيود الدينية على استهلاك لحوم الخنازير هي تقليد في الشرق الأدنى القديم. ويحظر لحم الخنازير في سوريا القديمة و‌فينيقيا، فالخنزير ولحومه هو من المحرمات وقد لاحظ، سترابو في مدينة البنطس القديمة القصيدة المفقودة للشاعر هيرميسياناكس، أفادت في وقت لاحق قبل قرون أن المسافر بوسانياس، قد أفاد أن أسطورة الأصل حول كوبيلي التي دمرها خنزير خارق لحساب حقيقة أن نتيجة لهذه الأحداث أن الكلت الذين يقطنون بيسيناس لا تلمس لحم الخنزير.
وتوجد مثل هذه القيود في القوانين الغذائية اليهودية (محلل) وفي تقنين الغذاء في الإسلام (الحلال). وهم مكلفون من الكتاب العبري، القرآن، على التوالي.
من بين العديد من الطوائف المسيحية، تم تفسير القيود التي رفعت من قبل رؤية بطرس من ورقة مع الحيوانات. ومع ذلك، فإن السبتيون كانو ينظرون إلى لحم الخنزير أنه من المحرمات، جنبا إلى جنب مع غيرها من الأطعمة التي يحظرها القانون اليهودي. في كنيسة التوحيد الأرثوذكسية الإثيوبية لا تسمح استهلاك لحم الخنزير، في حين أن الكنيسة القبطية الأرثوذكسية تنقسم حول هذا الموضوع.

## حظر استهلاك لحم الخنزير في الشريعة اليهودية
وفقا للقانون اليهودي، لحم الخنزير هو أحد الأطعمة المحرمة لليهود. ومن المعروف أن هذه الأطعمة مثل الأطعمة «غير موافق للشريعة اليهودية». من أجل أن تكون اللحوم موافقة لل هالاخاه, يجب أن تأتي أولا من حيوان كوشير. يجب أن يكون حيوان كوشير و حيوان مجتر ولديهم حافر مشقوق; وبالتالي، الأبقار والأغنام والماعز والغزلان كلها موافق للشريعة اليهودية، في حين الخنازير (التي تحمل علامة واحدة فقط من طعام حلال) ليست كوشير.
خلال الاضطهاد من أنطيوخوس الرابع، واضطر الإغريق اليهود إلى ذبح الخنازير في معبد القدس، والتي لم يحسن صورة من لحم الخنزير. هناك، ومع ذلك، لا النفور من خنزير وحيوان، وأنه ما يستشهد بها كمثال على ما هو غير موافق للشريعة اليهودية ويرجع ذلك إلى حد كبير إلى انتشاره.
موسى بن ميمون ، الفيلسوف اليهودي ومسجل القوانين، الذي كان أيضا طبيبا في محكمة السلطان المسلم صلاح الدين في القرن الثاني عشر، وكان يفهم القوانين الغذائية أساساً كوسيلة للحفاظ على صحة الجسم. وقال إن اللحوم المحرمة للحيوانات والطيور والأسماك غير السليمة لايتم هضمها. ووفقا لموسى بن ميمون، للوهلة الأولى، فإن هذا لا ينطبق على لحم الخنزير، والتي لا يبدو أن لا تكون ضارة. ومع ذلك، فإن موسى بن ميمون يلاحظ، أن الخنزير هو الحيوان القذر وإذا استخدمت الخنازير للأغذية فالأسواق وحتى البيوت ستكون أقذر من المراحيض.
في الأنثروبولوجيا المادية الثقافية يعتقد مارفن هاريس أن السبب الرئيسي لحظر استهلاك لحوم الخنازير هو إيكولوجي-اقتصادي، لأن الخنازير تتطلب مياه وغابات ظليلة مع البذور، ولكن هذه الظروف نادرة في إسرائيل والشرق الأوسط. على عكس العديد من الأشكال الأخرى من الماشية والخنازير هي الحيوانت القارت النهمة، وهذه الحيوانات تناول أي شيء يصادفهم تقريبا، بما في ذلك الجيف ويرفضون الطعام النظيف. ويعتبر هذا نجسا، ومن ثم يعد مجتمع الشرق الأوسط ان الحفاظ على قطعان كبيرة من الخنازير تؤدي إلى تدمير النظام البيئي. ويشير هاريس كيف، في حين يحظر أيضا العبرانيين أكل لحم الجمل والأسماك بدون قشور البدو العرب لا يمكنهم أن يجوعوا في الصحراء في حين تتواجد الإبل حولهم. كما قد تعزز تحريم أكل لحم الخنازير عن طريق التشابه بين لحم الخنزير واللحم البشري (الذي كان واضحا في طبيعتها المشتركة المادية وطريقة التحلل، وبدلا من ربط ذلك مع أكل لحوم البشر). وهكذا فإن جوفينال يجد أن سبب رفض اليهود أكل لحم الخنزير كما لو كان أكل لحوم البشر (تهكم XIV). في كتاب الرب ليس عظيما لمؤلفه كريستوفر هيتشنز أفترض أن تحريم لحم الخنزير نشأ من تشابه لحم الخنازير مع نتائج التضحية البشرية. (انظر الرب ليس عظيما#الفصل الثالث: أستطراداً من قصيدة على الخنازير. أو ، لماذا تكره السماء الخنزير)

## حظر استهلاك لحم الخنزير في الشريعة الإسلامية
وأحد الأمثلة على آيات من القرآن الكريم عن إستهلاك لحم الخنزير:
على عكس اليهودية، التي قيل أن أتباعها لا يمكنهم أن يستهلكوا لحم الخنازير، الاتصال مع الخنازير أيضا ولمس بشرتهم ليس ممنوعا على الرغم من أنه يعتبر صحيحا أن المسلم يجب عليه غسل الجزء من الجسم الذي جاء في اتصال معه قبل أن يتمكن من استئناف واجباته الدينية.

## المسيحيين
من بين العديد من الطوائف المسيحية، تم تفسير القيود التي رفعت من قبل رؤية بطرس من ورقة مع الحيوانات. ومع ذلك، فإن السبتيون، وراديو كنيسة الله [عرفت فيما بعد باسم كنيسة الله العالمية] أعتقد أن هذه الأخيرة فسرت أن رؤية بطرس كانت حول التحيز ضد غير اليهود منذ بطرس الذي لم يفهم الرؤية حتى أنزلت له، وأعضاء كنيسة التوحيد الأرثوذكسية الإثيوبية أيضًا لا يأكلون لحم الخنزير البابا شنودة الثالث من الكنيسة القبطية الأرثوذكسية الذي قال أتباعه في عام 2007 أنهم لا يأكلون لحم الخنزير، على الرغم من أن هذه النصيحة كانت تقوم على آرائه الخاصة وليس على الكتاب المقدس المسيحي. ووجهت إنتقادات من قبل رجال الدين من الطوائف المسيحية الأخرى في مصر.
تعتقد كنيسة اليوم السابع السبتيون أن مبادئ الكتاب المقدس التي ذكرت في سفر اللاويين (أنظر الإصحاح 11) لا تزال تنطبق بالكامل اليوم. وتعتقد الكنيسة أنه تم تأسيس المبادئ التوجيهية الغذائية ونمط الحياة في سفر اللاويين من أجل تحسين أحوال البشر والمجتمع مناقشة تفصيلية للمحتوى من سفر اللاويين الإصحاح 11 من قبل دوغلاس إس. وينيل يمكن العثور عليها في المرجع التالي:

## آخرين
كانت عبارة التحريم الأسكتلندى للحم الخنزير لدونالد ألكسندر ماكينزي عن مناقشة النفور من لحم الخنزير بين الاسكتلنديين، وخاصة سكان المرتفعات، الذين كانوا يعتقدون أنها تنبع من المحرمات القديمة. العديد من الكتاب الذين يؤكدون أن هناك تحيز ضد لحم الخنزير، أو أنه موقف خرافي نحو الخنازير، لم يروا ذلك من حيث كونها محرمات متعلقة بعبادة قديمة. وتم الاتفاق على أن تلك عموما قد إضمحلت بحلول عام 1800.
الراستافاريون أيضا لا يأكلون لحم الخنزير.

## الروابط الخارجية
- Verse 174 of Chapter 2 (Al-Baqarah) in The Holy Quran prohibiting 'the blood and flesh of swine'
- Laws of Judaism and Islam concerning food
- New insight regarding the origin of the taboo